# Gordiichthys leibyi
Gordiichthys leibyi är en fiskart som beskrevs av Mccosker och Böhlke, 1984. Gordiichthys leibyi ingår i släktet Gordiichthys och familjen Ophichthidae. Inga underarter finns listade i Catalogue of Life.